# Mária Amália orléans-i hercegnő
Orléans-i Mária Amália (teljes nevén Mária Amália Franciska Ilona, franciául: Marie Amélie d’Orléans, dánul: Marie Amélie af Orléans; London, 1865. január 13. – Koppenhága, 1909. december 4.), a Bourbon-ház orléans-i ágból származó francia hercegnő, Róbert chartres-i herceg és Françoise d’Orléans leánya, aki Valdemár herceggel kötött házassága révén dán királyi hercegné.

## Élete
1865. január 13-án született, az Egyesült Királyságban, London Ham nevű negyedében, Róbert chartres-i herceg és Orléans-i Franciska hercegnő legidősebb gyermekeként és első leányaként. A szülők 1863. június 11-én házasodtak össze.
Apai nagyszülei: Ferdinánd Fülöp orléans-i herceg (I. Lajos Fülöp francia király legidősebb fia) és Mecklenburg-schwerini Heléna nagyhercegnő
Anyai nagyszülei: Orléans-i Ferenc, Joinville hercege és Franciska Karolina brazil császári hercegnő (1824–1898), I. Péter császár leánya.
Mária Amália testvérei:
- Róbert (1866–1885)
- Henrik (1867. október 16 – 1901. augusztus 9.), nem nősült meg, gyermekei sem születtek,
- Margit (1869–1940), ő 1896-ban nőül ment Marie-Armand-Patrice de Mac-Mahon francia dandártábornokhoz, Magenta 2. hercegéhez, Patrice de Mac-Mahon marsall, köztársasági elnök fiához,
- János (1874. szeptember 4 – 1940. augusztus 25.), ő 1899. október 30-án feleségül vette Orléans-i Izabella hercegnőt, aki négy gyermekkel ajándékozta meg férjét.

Mária Amália 1885. október 20-án hozzáment Valdemár dán királyi herceghez, IX. Keresztély dán király legifjabb fiához. A házasság megkötése ellenére Mária továbbra is római katolikus maradt, Valdemár pedig lutheránus. Egy egyezség szerint a házasságból született fiúk apjuk hitét követik majd, míg a leányok majd az édesanyjuk vallását tarthatják meg.
Az újdonsült házaspár Koppenhága külterületén, a Bernstorff Palotában telepedett le, ott, ahol Valdemár is született, 27 évvel korábban. Ebben a palotában élt Valdemár és unokaöccse, György görög királyi herceg is, Valdemár bátyjának, Vilmosnak másodszülött fia, már 1883 óta. György herceg édesapja I. György néven 1863-tól már Görögország királya volt. Györgyöt az édesapja azért küldte Dániába, hogy Valdemár támogatásával haditengerészeti kiképzést kaphasson, ugyanis Valdemár volt a dán hadiflotta egyik admirálisa.
Valdemár tanúja volt annak is, hogy György herceg 1907. július 19-én beleszeretett Marie Bonaparte-ba, akit 1907. november 21-én nőül is vett. Amikor György először vitte el menyasszonyát a Bernstorff Palotába, Mária Amália azt gyanította, hogy Marie Bonaparte intim közelségbe került Valdemárral is, ennek következtében György utána már nem is látogatott el nagybátyjához, kerülve ezzel az esetleges későbbi, kínos jeleneteket. Állítólag nem csak Máriának tűnt fel Valdemár és Marie meghitt kapcsolata, hanem György is kénytelen volt végignézni, ahogy felesége a nagybátyjával flörtöl a vacsoraasztalnál. Ezen kívül egy későbbi alkalommal Marie állítólag még Valdemár legidősebb fiával, Aage herceggel is kacérkodni kezdett. Mindkét férfit igen érzékenyen érintette ez a kellemetlen ügy, sőt, Valdemár még bele is betegedett, a két asszony viszont továbbra is udvariasan viselkedett egymással, és többé nem is jött szóba köztük ez a kényes téma. György elmondta feleségének, hogy azt gyanítja, Mária Amália viszonyt folytat Valdemár istállómesterével, valamint túl sok alkoholt iszik, amit meg sem próbál leplezni. Ennek ellenére Marie csodálattal tekintett Mária Amáliára, annak béketűrő és független természete miatt. Az asszony túlzott határozottsága és akaratos természete okozta többek között azt is, hogy évek alatt elhidegült egymástól a házaspár.
Mária Amália öt gyermeket szült hitvesének házasságuk 24 éve alatt:
- Aage herceg (1887. június 10 - 1940. február 19.), ő 1914. február 1-jén nőül vette Mathilde Calvi dei conti di Bergolo grófnőt, aki egy gyermeket szült férjének
- Axel herceg (1888. augusztus 12 - 1964. július 14.), ő 1919. május 22-én feleségül vette Margaréta svéd hercegnőt, aki két gyermekkel ajándékozta meg hitvesét
- Erik herceg (1890. november 8 - 1950. szeptember 10.), ő 1924. február 11-én nőül vette a közrendű Lois Frances Booth-t, aki két gyermeket szült férjének
- Viggo herceg (1893. december 25 - 1970. január 4.), ő feleségül vette a közrendű Eleanor Margaret Green-t, aki azonban nem szült gyermeket hitvesének
- Margit hercegnő (1895. szeptember 17 - 1992. szeptember 18.), ő 1921. június 9-én hozzáment Bourbon-pármai René herceghez, akinek négy gyermeket szült, köztük Anna hercegnőt, Románia későbbi királynéját (I. Mihály király feleségét).

Mária Amália 1909. december 4-én, 44 éves korában hunyt el Koppenhágában. Özvegye nem nősült újra, és még 29 évet élt. Valdemár 1939. január 14-én, 80 évesen halt meg, a koppenhágai Sárga Palotában.